# Briançon
Briançon (in italiano Brianzone; in occitano Briançoun o Briançon), è un comune francese di 12 054 abitanti situato nel dipartimento delle Alte Alpi, sede di sottoprefettura, posta ai piedi del Colle dell'Izoard e del Colle del Monginevro, dando accesso a Torino. Nota ai tempi dei romani come Brigantio, nel Medioevo fu la capitale della Repubblica degli Escartons. Un gran numero di fortificazioni è stato costruito sulle alture circostanti, soprattutto verso est, opere del Vauban (cinta muraria della città, forti di Salettes, Tre Teste, del Randouillet e il ponte d'Asfeld), iscritte nella lista del patrimonio mondiale dell'UNESCO dal 7 luglio 2008.

## Toponimo
La regione di Briançon (il Brianzonese, le Briançonnais in francese), benché a lungo legata al Delfinato, è di lingua provenzale nella sua variante dialettale «gavotte», detta anche alpina. Il nome della città in provenzale è Briançoun. Alcune popolazioni celto-liguri, i Brigiani, sono all'origine del nome romano di Brigantio o Brigantium, la cui radice celtica "brig" significa «luogo elevato».

## Storia

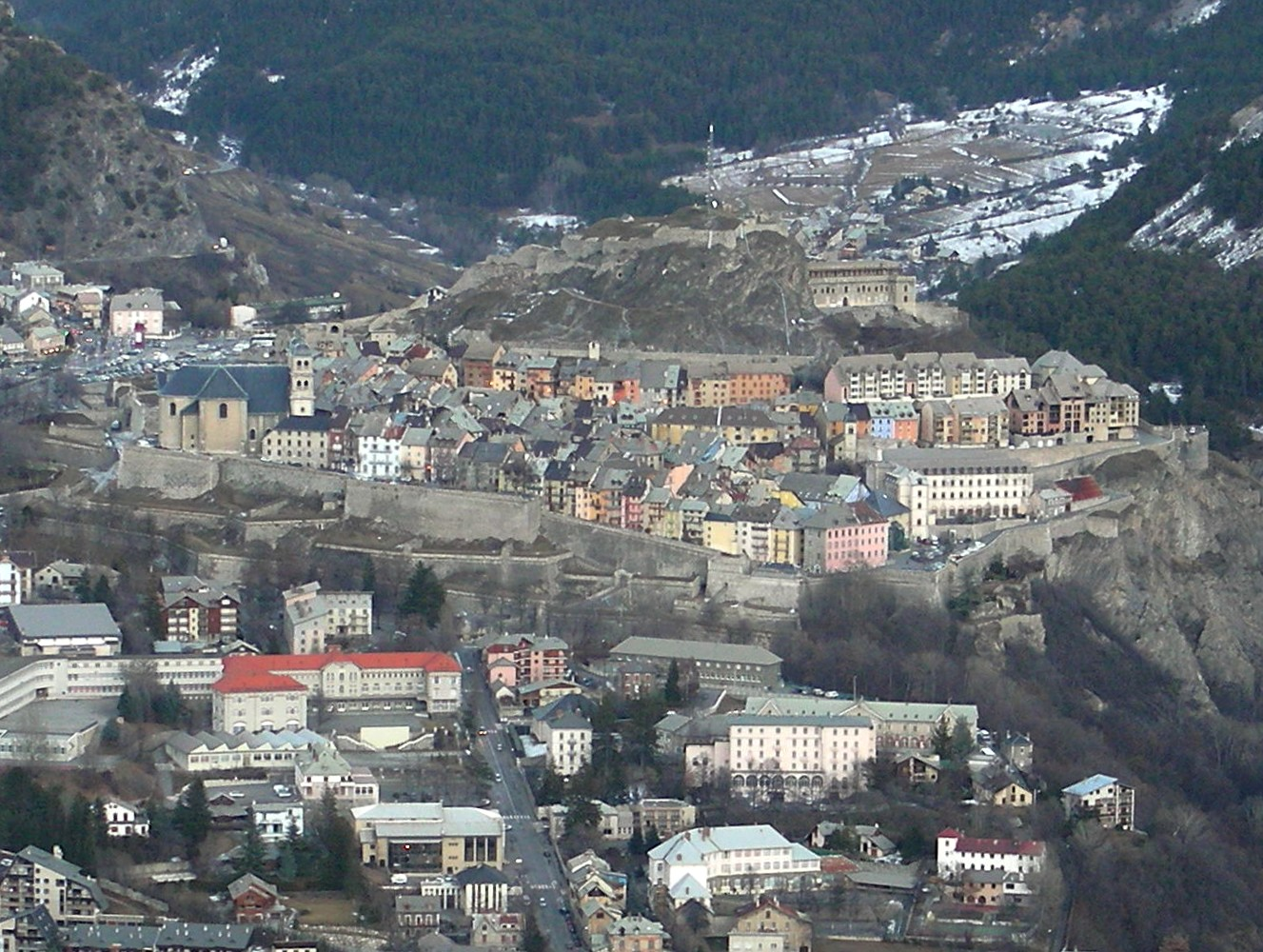
La cittadella di Vauban.

All'incrocio di cinque valli (Durance o Druenza, Valle della Clarée, Guisane, Cerveyrette, Orceyrette), il sito è stato occupato fin dall'età del bronzo.

### Antichità
L'esistenza di Briançon è successivamente riferita da Strabone, Tolomeo, Attico e Plinio il Vecchio, il quale, secondo Victor Adolphe Malte-Brun, ne attribuirebbe la fondazione a dei Greci cacciati dai dintorni del lago di Como dai "Boiani" e dai Senoni, che avrebbero distrutto la loro città, Brigantium. Questi greci si sarebbero rifugiati nelle Alpi, stabilendosi tra il Monginevro ed il Sisterone, costruendo una città che nominarono Brigantium, in memoria senza dubbio della città che avevano abitata in Italia.
Victor Adolphe Malte-Brun riporta anche che altri vogliono che sia stato Belloveso o Brenno a fondare tale città. Briançon è altresì presente sui bicchieri di Vicarello. Briançon è la capitale storica del popolo celto-ligure dei «Brigiani», e costituisce un asse viario maggiore sin dall'antichità, tanto che Giulio Cesare durante la Conquista della Gallia vi passò.
All'epoca romana, Briançon (Brigantio o Brigantium) fa parte delle Alpi Cozie, governate un tempo dal re Cozio, ed è un punto di passaggio essenziale sulla rotta stradale Torino-Arles della Via Domizia. L'agglomerato urbano s'estende su circa 25 ha, ed è dotato d'un anfiteatro. La città di Briançon è chiamata castellum Virgantiam da Ammiano Marcellino, nella seconda metà del IV secolo d.C..

### Medioevo
Dopo le invasioni barbariche dal IV al IX secolo d.C., la città romana di Brigantium si ripiega sotto la protezione del suo sperone roccioso fortificato, che domina la stretta valle del fiume Durance (Druenza), e facendo parte della Francia mediana dopo il trattato di Verdun, passa in seguito nel Sacro Romano Impero Germanico.
La città è data ai Conti d'Albon nel 1040, futuri Delfini del Viennense (in francese Viennois), ed occupa allora la metà nord della sua sede attuale ed un quartiere, oggi scomparso, è situato sul precedente luogo del "Campo di Marte". Nel 1228, è chiamata borgo (burgus), cosa che denota una certa importanza della "città alta", creata come "città nuova" con pianta regolare e catasto persistente nel primo quarto del XIII secolo. Delle franchigie le sono accordate nel 1244 al fine d'attirare nuovi abitanti. Prospera, la città costituisce una comunità in unione formalizzata con le frazioni dei dintorni, riunite sotto il termine di «terzo», il 4 marzo 1382.

## Geografia fisica

### Posizione
Sorge alla confluenza della valle dei fiumi Guisane e Cerveyrette. La larga vallata della Durance, chiamata dalla città stessa brianzonese o briançonnais, le apre verso il nord, attraverso il Colle del Monginevro, le porte dell'Italia e verso il sud Gap e la Provenza.

### Clima
Briançon è nota anche come stazione climatica per le patologie respiratorie asmatiche e allergiche perché gode di un microclima caldo e secco (l'umidità media è inferiore al 40%), dovuto all'anomala disposizione della valle della Durance. La valle ha infatti un orientamento nord-sud (e non est-ovest come quasi tutte le valli dell'arco alpino francese) e pertanto da un lato le Alpi a est bloccano le nubi provenienti dalla pianura padana facendo della città una delle più assolate di Francia, dall'altro l'apertura a sud permette all'aria calda del Mediterraneo di risalire fino a Briançon rendendo il clima secco.

## Centro storico

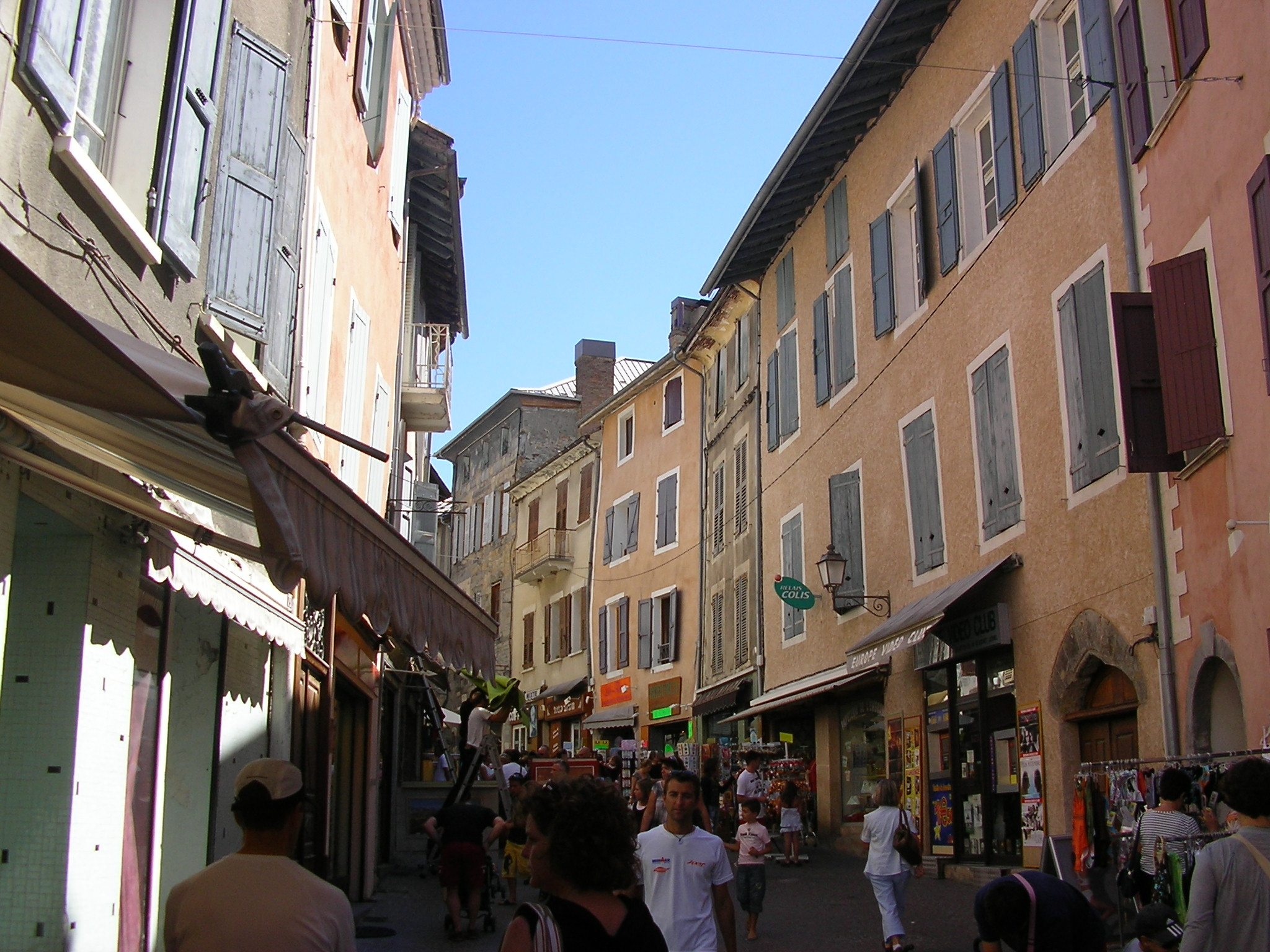
Veduta della Grand Rue

Il centro storico è circondato da una doppia cinta muraria, in cui si entra attraverso la "Porte de Pignerol" e si sviluppa intorno ad una via centrale in pendenza (Grand Rue), con caratteristico canale centrale a cielo aperto per il deflusso delle acque ed il lavaggio delle strade. Esso si presenta come un nucleo abitativo fortificato e conglobato, costruito da Vauban per difendere la regione dagli austriaci nel XVII secolo. Le strade sono molto ripide e strette, ma estremamente pittoresche e piene di tipici negozi, come ristoranti ed esercizi commerciali di "souvenir". Da segnalare la fontana detta di Francesco I del 1537 e la chiesa di Notre-Dame (1703-1718), costruita sempre su progetto di Vauban, con due campanili a cupola. Il centro storico finisce al Pont d'Ansfeld, che scavalca il fiume Durance con un'unica arcata.

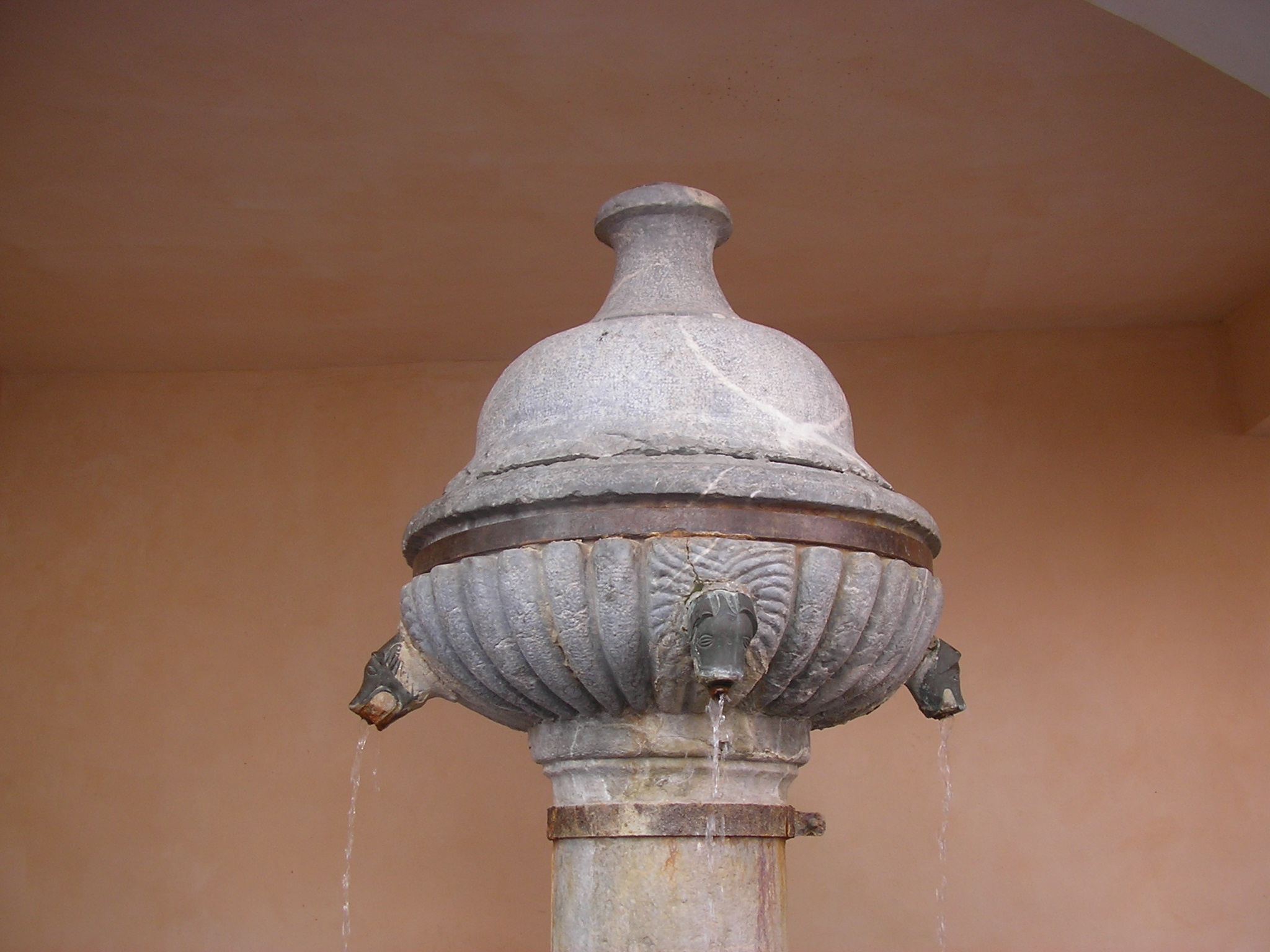
Fontana detta di Francesco I

## Società

### Evoluzione demografica
Abitanti censiti

## Amministrazione

### Gemellaggi

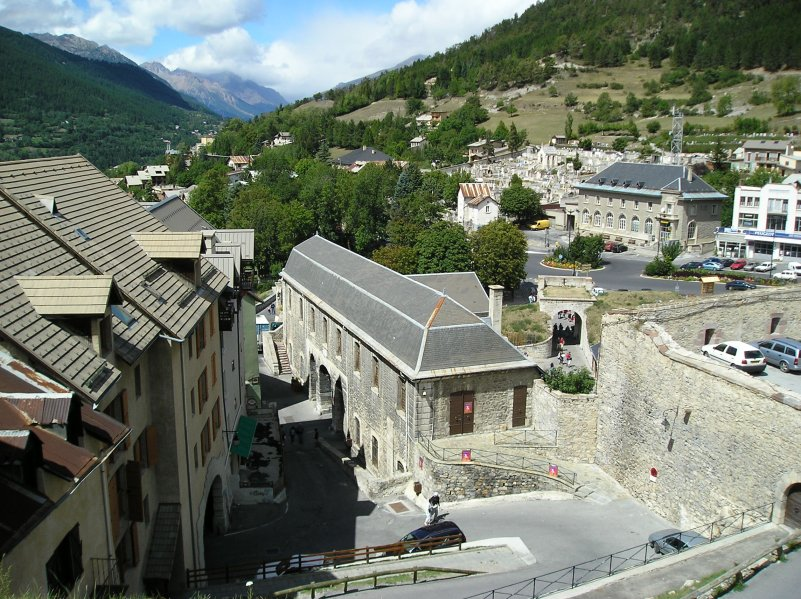
Vista interna del forte

- Rosenheim
- Susa

## Sport

### Squadre
- Squadra di hockey Briançon Alpes Provence Hockey Club che milita in Ligue Magnus.

### Ciclismo
Briançon è stata più volte arrivo di tappa del Giro d'Italia:
| Anno | Tappa | Partenza               | km  | Vincitore di tappa | Leader cl. generale  |
| ---- | ----- | ---------------------- | --- | ------------------ | -------------------- |
| 1996 | 14ª   | Santuario di Vicoforte | 202 | Pascal Richard     | Pavel Tonkov         |
| 2000 | 19ª   | Saluzzo                | 176 | Paolo Lanfranchi   | Francesco Casagrande |
| 2007 | 12ª   | Scalenghe              | 163 | Danilo Di Luca     | Danilo Di Luca       |

Curiosamente negli stessi anni 2000 e 2007 è stata anche arrivo di tappa del Tour de France.
| Anno | Tappa | Partenza    | km    | Vincitore di tappa | Maglia gialla     |
| ---- | ----- | ----------- | ----- | ------------------ | ----------------- |
| 2000 | 13ª   | Draguignan  | 249   | Santiago Botero    | Lance Armstrong   |
| 2007 | 9ª    | Val-d'Isère | 159,5 | Mauricio Soler     | Michael Rasmussen |